# Mieczysław Krawicz
Mieczysław Krawicz est un réalisateur polonais, né le 1er janvier 1893 à Varsovie, et mort dans cette même ville pendant l'Insurrection de Varsovie, en août 1944 .

## Filmographie
- 1939 : Szczęście przychodzi kiedy chce - tournage interrompu
- 1939 : Ja tu rządzę
- 1939 : Sportowiec mimo woli
- 1939 : O czym się nie mówi
- 1938 : Robert i Bertrand
- 1938 : Paweł i Gaweł
- 1938 : Moi rodzice rozwodzą się
- 1937 : Skłamałam
- 1937 : Niedorajda
- 1937 : Dyplomatyczna żona
- 1936 : Jego wielka miłość
- 1936 : Jadzia
- 1935 : Dwie Joasie
- 1934 : Śluby ułańskie
- 1933 : Chacun a le droit d'aimer
- 1932 : Ułani, ułani, chłopcy malowani
- 1932 : Księżna Łowicka
- 1929 : Szlakiem hańby
- 1929 : Grzeszna miłość